# الشقردي (مسلسل)
الشقردي هو مسلسل كوميدي كويتي عرض عام 2004 م في رمضان على التلفزيون الكويتي وغيره من القنوات الأخرى. وهو من بطولة الفنان الكبير أحمد الصالح صاحب العلاقات القوية مع مسئولين كبار في الدولة والفنان النجم جمال الردهان (أبو شملان) الذي سكن في منزل جديد يقوم بمساعدة الناس من خلال واسطات يقوم بها وتتذمر زوجته هدى حسين (ام شملان) من افعال زوجها حتى لوكان الأمر على حساب أسرته تحاول ام شملان نصح زوجها لكن دون جدوى إلا أن أبو شملان يصر على مواقفه وذلك في إطار كوميدي ساخر.

## الممثلون
أسماء بعض الممثلين الذين شاركوا بالعمل:
- هدى حسين، بدور (هيا أم شملان)
- جمال الردهان، بدور (فوزي بو شملان)
- أحمد الصالح، بدور (أبو راشد)
- عبد الرحمن العقل، بدور (فايز - ضيف شرف)

- محمد العجيمي، بدور (أبو هاشم - ضيف شرف)

- خليفة خليفوه.

- هيا الشعيبي، بدور (سبيكة أم سالم)

- سمير القلاف، بدور (أبو خالد)

- ثامر الشعيبي، بدور (شملان)
- عبد الله غلوم.

- حسين البدر.
- أسامة المزيعل.
- أمل عباس.
- باسم عبد الأمير.
- عبد الرزاق خلف.